# George Chichester, II marchese di Donegall
George Augustus Chichester, II marchese di Donegall, visconte Chichester, conte di Belfast (Westminster, 14 agosto 1769 – Ormeau, 5 ottobre 1844), è stato un nobile e politico irlandese.

## Biografia
Era figlio di Arthur Chichester, I marchese di Donegall, e di sua moglie, lady Anne Hamilton.

## Carriera
Servì per meno di un anno come rappresentante nella Camera dei comuni irlandese per Carrickfergus prima di succedere al padre come marchese di Donegall nel 1799.
Fu ammesso al Consiglio privato irlandese nel 1803 e servì poi come lord luogotenente di Donegal (1831-1844).

## Matrimonio
Giocatore incallito, sposò l'8 agosto 1795, Anne May (?-6 febbraio 1849), figlia di Edward May, un usuraio e proprietario di una casa da gioco. Questo potrebbe essere stato un accordo per risolvere alcuni debiti. Ebbero sette figli:
- George Chichester, III marchese di Donegall (10 febbraio 1797-20 ottobre 1883);
- Edward Chichester, IV marchese di Donegall (11 giugno 1799-20 gennaio 1889);
- lord Spencer Augustus Chichester (27 novembre 1805-27 maggio 1825);
- lord Arthur Chichester (30 settembre 1808-25 giugno 1840);
- lord Hamilton Francis Chichester (9 marzo 1810-1 gennaio 1854), sposò Honoria Blake, non ebbero figli;
- lord John Ludford Chichester (1811-22 aprile 1873), sposò Caroline Bevan, non ebbero figli;
- lord Stephen Algernon Chichester (1814-14 gennaio 1890), sposò Alphonsine de Narbonne, non ebbero figli.

Nel 1818 si scoprì che la moglie Anne May era minorenne all'epoca delle nozze. Secondo una legge del 1753 il matrimonio risultava pertanto non valido e i figli che ne erano nati non avrebbero potuto dunque ereditare il titolo. Furono iniziati, dunque dei procedimenti con lo scopo di risolvere la situazione e nel 1822 venne cambiato l'atto coniugale, permettendo così al figlio maggiore di ereditare il titolo.

## Morte
Morì il 5 ottobre 1844, pieno di debiti, nella sua casa a Ormeau, nella contea di Antrim (che ha costituito la base della Ormeau Road), e fu sepolto nella St Nicholas's Church, Carrickfergus.

## Ascendenza
|                                            |                                     |                                         | Genitori                            |  |  | Nonni |  |  | Bisnonni                                 |  |  | Trisnonni                               |  |
|                                            |                                     |                                         |                                     |  |  |       |  |  | Arthur Chichester, III conte di Donegall |  |  | Arthur Chichester, II conte di Donegall |  |
|                                            |                                     |                                         |                                     |  |  |       |  |  | Arthur Chichester, III conte di Donegall |  |  | Arthur Chichester, II conte di Donegall |  |
|                                            |                                     | Jane Itchingham                         |                                     |  |  |       |  |  | Arthur Chichester, III conte di Donegall |  |  |                                         |  |
| lord John Chichester                       |                                     |                                         |                                     |  |  |       |  |  | Arthur Chichester, III conte di Donegall |  |  |                                         |  |
|                                            |                                     | lady Catherine Forbes                   | Arthur Forbes, I conte di Granard   |  |  |       |  |  |                                          |  |  |                                         |  |
|                                            |                                     | lady Catherine Forbes                   | Arthur Forbes, I conte di Granard   |  |  |       |  |  |                                          |  |  |                                         |  |
|                                            |                                     | lady Catherine Forbes                   | Catherine Newcomen                  |  |  |       |  |  |                                          |  |  |                                         |  |
| Arthur Chichester, I marchese di Donegall  |                                     | lady Catherine Forbes                   |                                     |  |  |       |  |  |                                          |  |  |                                         |  |
|                                            |                                     | sir Richard Newdigate, III baronetto    | sir Richard Newdigate, II baronetto |  |  |       |  |  |                                          |  |  |                                         |  |
|                                            |                                     | sir Richard Newdigate, III baronetto    | sir Richard Newdigate, II baronetto |  |  |       |  |  |                                          |  |  |                                         |  |
|                                            |                                     | sir Richard Newdigate, III baronetto    | Mary Bagot                          |  |  |       |  |  |                                          |  |  |                                         |  |
| Elizabeth Newdigate                        |                                     | sir Richard Newdigate, III baronetto    |                                     |  |  |       |  |  |                                          |  |  |                                         |  |
|                                            |                                     | Elizabeth Twisden                       | sir Roger Twisden, II baronetto     |  |  |       |  |  |                                          |  |  |                                         |  |
|                                            |                                     | Elizabeth Twisden                       | sir Roger Twisden, II baronetto     |  |  |       |  |  |                                          |  |  |                                         |  |
|                                            |                                     | Elizabeth Twisden                       | Margaret Marsham                    |  |  |       |  |  |                                          |  |  |                                         |  |
| George Chichester, II marchese di Donegall |                                     | Elizabeth Twisden                       |                                     |  |  |       |  |  |                                          |  |  |                                         |  |
|                                            | James Hamilton, IV duca di Hamilton | William Douglas, I conte di Selkirk     |                                     |  |  |       |  |  |                                          |  |  |                                         |  |
|                                            | James Hamilton, IV duca di Hamilton | William Douglas, I conte di Selkirk     |                                     |  |  |       |  |  |                                          |  |  |                                         |  |
|                                            | James Hamilton, IV duca di Hamilton | Anne Hamilton, III duchessa di Hamilton |                                     |  |  |       |  |  |                                          |  |  |                                         |  |
| James Hamilton, V duca di Hamilton         | James Hamilton, IV duca di Hamilton |                                         |                                     |  |  |       |  |  |                                          |  |  |                                         |  |
|                                            |                                     | hon. Elizabeth Gerard                   | Digby Gerard, V barone Gerard       |  |  |       |  |  |                                          |  |  |                                         |  |
|                                            |                                     | hon. Elizabeth Gerard                   | Digby Gerard, V barone Gerard       |  |  |       |  |  |                                          |  |  |                                         |  |
|                                            |                                     | hon. Elizabeth Gerard                   | lady Elizabeth Gerard               |  |  |       |  |  |                                          |  |  |                                         |  |
| lady Anne Hamilton                         |                                     | hon. Elizabeth Gerard                   |                                     |  |  |       |  |  |                                          |  |  |                                         |  |
|                                            |                                     | Edward Spencer                          | John Spencer                        |  |  |       |  |  |                                          |  |  |                                         |  |
|                                            |                                     | Edward Spencer                          | John Spencer                        |  |  |       |  |  |                                          |  |  |                                         |  |
|                                            |                                     | Edward Spencer                          | Anne Rivett                         |  |  |       |  |  |                                          |  |  |                                         |  |
| Anne Spencer                               |                                     | Edward Spencer                          |                                     |  |  |       |  |  |                                          |  |  |                                         |  |
|                                            |                                     | Anne Baker                              | …                                   |  |  |       |  |  |                                          |  |  |                                         |  |
|                                            |                                     | Anne Baker                              | …                                   |  |  |       |  |  |                                          |  |  |                                         |  |
|                                            |                                     | Anne Baker                              | …                                   |  |  |       |  |  |                                          |  |  |                                         |  |
|                                            |                                     | Anne Baker                              |                                     |  |  |       |  |  |                                          |  |  |                                         |  |